# Zamorín
Zamorín (Samoothiri; en malabar: സാമൂതിരി) es el título usado por los regidores Kshatriya del antiguo reino feudal bajo-medieval de Kozhikode (Nediyirippu Swarūpam), localizado en el actual estado de Kerala, India.
Los samoothiri gobernaron, entre los siglos XII y XVII n.E. el reino fundado en Kozhikode, el puesto comercial más importante en la costa malabar, siendo los reyes más poderosos de Kerala durante la Edad Media. Eran aliados cercanos de los árabes musulmanes, los primeros comerciantes de la costa en el Medioevo. Después de la desintegración del reino Chera a principios del siglo XII, los samoothiris fueron los únicos gobernadores que fueron casi capaces de la creación de un Estado pan-Kerala. La relativa ausencia de escaramuzas familiares y divisiones en las familias reales de Nair, como el reino de Kochi (India) y Kolathunad, fue uno de los factores para el éxito de los samoothiris. Los samoothiris tenían su segunda capital en Ponnani y mantenían la mayoría de los puestos comerciales a través de la costa. Los Marakkars Kunhali, los almirantes musulmanes, eran los jefes navales de los samoothiris. El control sobre esos puertos proveyó a los samoothiri de vastos ingresos de dinero extranjero y libraron numerosas batallas con sus vecinos, destacando sus batallas contra los Valluvanad y el reino de Kochi, por la supremacía sobre los puertos y los bancos fértiles de Bharathappuzha. Las guerras en donde mantenían una alianza con los Valluvanad y los Perumpadapu son relatadas en los festivales Mamankam.
El navegador y comerciante portugués Vasco da Gama visitó a los saamoothiri de Kozhikode el 18 de mayo  de 1498, abriendo las rutas de navegación directamente desde Europa a la India. Pero, tiempo después, los samoothiris se convirtieron en los rivales de los portugueses en la costa malabar.
La leyenda local dice que en la legendaria división de Kerala, el rey de la dinastía chera no dio tierras a su teniente más confiable (Niar)los Eradi (los Eradis eran gobernadores por herencia de la provincia de Eralnad en el reino Chera). Debido a ese sentimiento de culpa, el rey regaló su espada (Odaval) y su concha ritual (que estaba rota) a su teniente y le dijo que podía ocupar toda la tierra que quisiera. Así, el general conquistó a los estados vecinos y creó un poderoso reino para él mismo. Como muestra de respeto al reino Chera, los samoothiris adoptaron el símbolo de dos espadas cruzadas, con una concha rota en el medio y una lámpara iluminada encima. Pronto se convertiría en el escudo oficial de los Malabar, hasta 1766, cuando el Estado de Mysore, bajo el liderazgo de Hyder Alí, derrotó a los samoothiris y los anexó a su Estado.
Los saamoothiri iniciaron el evento anual de Revathi Pattathanam en el templo Tali de Siva en Calicut. El representante de los samoothiri es «Su Alteza P. K. S. Rajá de Puthiya Kovilakam (Thiruvannur).

## Etimología
El término «Samoothiri» (completo: ശ്രീമദ്, സകലഗുണസമ്പന്നരാന, സകല ധർമ്മ പരിപാലകരാന, അഖണ്ഡിതലക്ഷ്മി പ്രസന്നരാന, മാഹാമെരുസമാനധീരരാന, മിത്രജനമനോരഞ്ജിതരാന രാജമാന്യ രാജശ്രീ കോഴിക്കോട് മാനവിക്രമസാമൂതിരി മഹാരാജാവ്) entró en uso después del siglo XV, en los escritos de Abdul Razzak.
Ibn Battuta visitó el país en el siglo XIV y sólo se refería a los gobernadores como Kunnalakkonathiri o Punthureshan. Aun así, los Eradis asumieron el título de Samudrāthiri ("quien tiene el mar como frontera''). El título de Samudrāthiri fue acortado a Sāmoothiri con el tiempo y el uso común. Algunos argumentan que se originó del nombre del ministro Eradi de Cheras llamado Chozhisamudri.

## Capitales

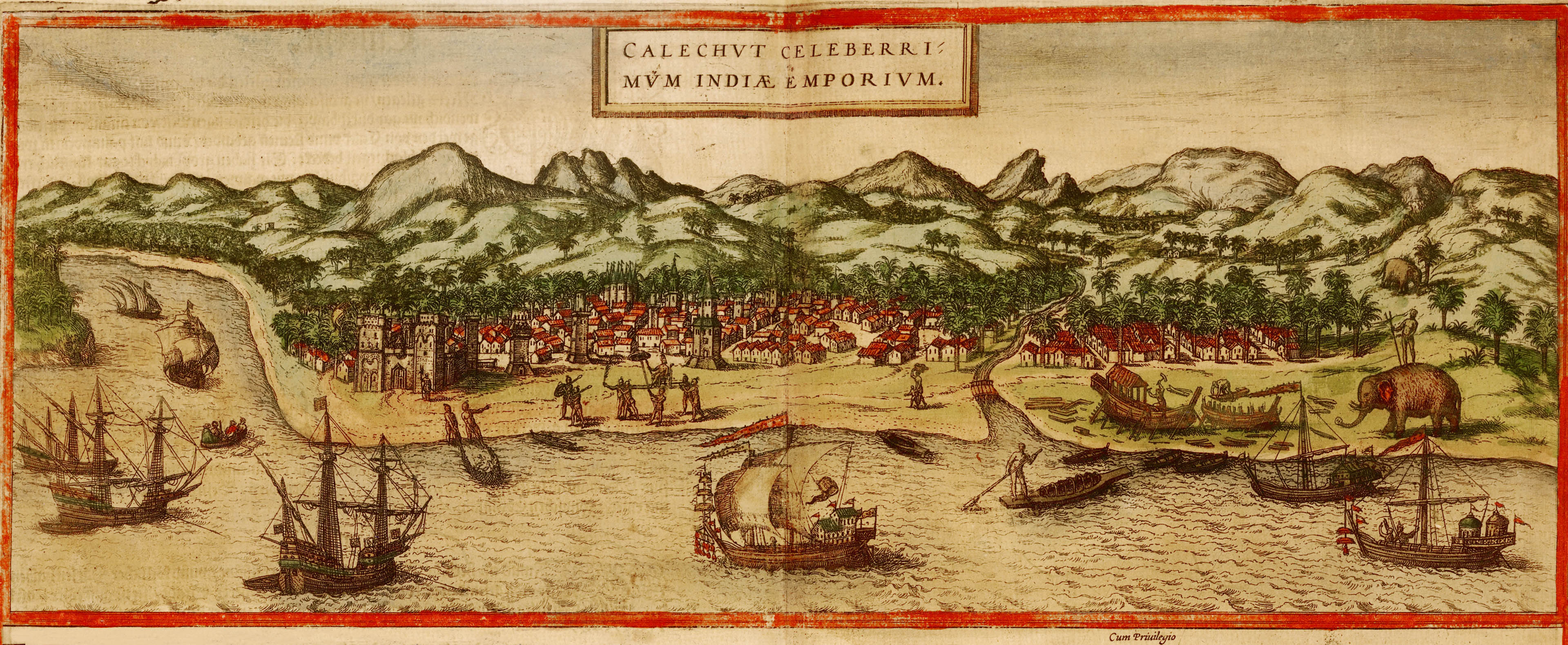
Imagen de Calicut, India, del atlas Civitates orbis terrarum (1572) de George Braun y Frans Hogensberg

De acuerdo con K. V. Krishna Ayyar, un historiador, la ciudad de Kozhikode fue fundada en un tramo pantanoso a lo largo de la costa Malabar en el año 1024 a. C. Los Eradi con su capital en Nediyiruppu (cercana a la actual Kondotty carecían de literal y buscaron una salida al mar. Con posterioridad, cambiaron su capital a las costas pantanosas de Kozhikode, también llamada Thrivikramapuram.
En la antigüedad Clásica y la Edad Media, Calicut era llamada La ciudad de las especias por su rol de puesto para el comercio de especias hacia el este. Se cree que el nombre de Kozhikode deriva de Koyil (Palacio) + Kota (Fuerte) que significaría: Palacio fortificado. El lugar era referido, también, como Chullikkad que significa: Selva de arbustos, refiriéndose a la naturaleza pantanosa de esa lugar. Otros han llamado a la ciudad con otros nombres. Los árabes la llamaron Kalikooth, los Tamil la llamaron Kallikkottai, para los Chinos era Kalifo. También se cree que la palabra Kozhikode (Calicut) deriva de la palabra que designaba ropa tejida a mano de algodón llamada Calico que era exportada desde el puerto de Kozhikode.
Ponnani fue la segunda capital de los Samoothiri, más al sur en la costa Malabar.

## Línea de sucesión
La familia de los Zamorín, Eradis que estaban conectados a otros clanes Eradi que residían en Nilambur, Ponnani y localidades cercanas al distrito de Malappuram. El segundo sucesor al trono es conocido como Eralppad (Eranad Ilamkur Nambiyathiri Thirumulpad) que vivía en Erand (norte del distrito actual de Malappuram). El tercero fue Eranad Moonnamkur Nambiyathiri Thirumulpad, el cuarto conocido como Itattoornad Nambiyathiri Thirumulpad y el quinto Nediyiruppu Mootta Eradi Thirumulpad.